# Kreuth ob Rattendorf
Kreuth ob Rattendorf je naselje občine Šmohor - Preseško jezero v okraju Šmohor na Koroškem v Avstriji.